# Pézenas

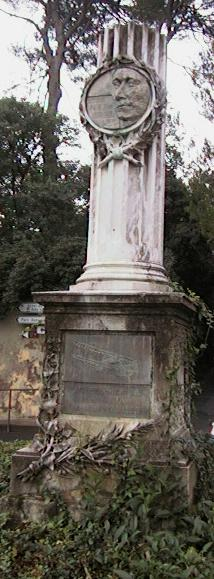
Tượng đài

Pézenas là một xã thuộc tỉnh Hérault trong vùng Occitanie, phía nam Pháp. Theo điều tra dân số năm 1999 có 7443 dân.
Tại xã có lâu đài Pézenas.
Sân bay gần nhất là sân bay Béziers Cap d'Agde. 
Cư dân nổi tiếng có:
- Boby Lapointe (1922-1972): nhà văn
- Louis Paulhan (1883-1963): phi công
- Paul Vidal de la Blache (1845-1918), nhà địa lý

Thị trấn kết nghĩa với Market Drayton, UK.